# 1797
| [ Edytuj tabelę ]              | |
| Emir Afganistanu               | - 1793 Zaman Szah Durrani 1801 |
| Współksiążęta Andory           | - 1797 Francesc Antoni de la Dueña y Cisneros 1812                                                                                         |
| Arcyksiążę Austrii             | - 1792 Franciszek II Habsburg 1804 |
| Elektor Bawarii                | - 1777 Karol Teodor 1799 |
| Sułtan Brunei                  | - 1796 Muhammad Tajuddin 1807 |
| Cesarz Chin                    | - 1796 Jiaqing 1820 |
| Król Czech                     | - 1792 Franciszek II Habsburg 1835 |
| Król Danii                     | - 1766 Chrystian VII 1808 |
| Dalajlama                      | - 1758 Jamphel Gjaco 1804 |
| Król Gruzji                    | - 1762 Herakliusz II 1798 |
| Król Hiszpanii                 | - 1788 Karol IV 1808 |
| Szach Iranu                    | - 1794 Agha Mohammad Chan 1797 - 1797 Fath Ali Szah 1834                                                                                   |
| Państwo Wielkich Mogołów       | - 1759 Shah Alam II 1806 |
| Król Irlandii                  | - 1760 Jerzy III Hanowerski 1820 |
| Cesarz Japonii                 | - 1779 Kōkaku 1817 |
| Kalif                          | - 1789 Selim III 1807 |
| Patriarcha Konstantynopola     | - 1794 Gerazym III 1797 - 1797 Grzegorz V 1798                                                                                             |
| Władca Korei                   | - 1776 Chŏngjo 1800 |
| Emir Kuwejtu                   | - 1762 Abd Allah I 1814 |
| Książę Liechtensteinu          | - 1781 Alojzy I 1805 |
| Sułtan Maroka                  | - 1792 Maulaj Sulajman 1822 |
| Król Nepalu                    | - 1777 Rana Bahadur 1799 |
| Król Norwegii                  | - 1784 Fryderyk VI 1814 |
| Sułtan Omanu                   | - 1792 Sultan ibn Ahmad 1804 |
| Elektor Palatynatu             | - 1742 Karol IV Teodor 1799 |
| Papież                         | - 1775 Pius VI 1799 |
| Książę Parmy i Piacenzy        | - 1765 Ferdynand 1802 |
| Król Portugalii                | - 1777 Maria I 1816 |
| Król Prus                      | - 1786 Fryderyk Wilhelm II 1797 - 1797 Fryderyk Wilhelm III 1840                                                                           |
| Car Rosji                      | - 1796 Paweł I 1801 |
| Cesarz Rzymski (niemiecki)     | - 1792 Franciszek II Habsburg 1806 |
| Kapitanowie Regenci San Marino | - 1796 Antonio Onofri Marino Francesconi 1797 - 1797 Giuliano Belluzzi Girolamo Paoloni 1797 - 1797 Annibale Gozi Antonio Capicchioni 1798 |
| Elektor Saksonii               | - 1763 Fryderyk August III 1806 |
| Król Sardynii                  | - 1796 Karol Emanuel IV 1802 |
| Król Szwecji                   | - 1792 Gustaw IV Adolf 1809 |
| Król Tajlandii                 | - 1782 Buddha Yodfa Chulalok 1809 |
| Sułtan Turków                  | - 1789 Selim III 1807 |
| Prezydent USA                  | - 1789 George Washington 1797 - 1797 John Adams 1801                                                                                       |
| Doża Wenecji                   | - 1789 Ludovico Manin 1797 |
| Król Węgier                    | - 1792 Franciszek 1835 |
| Monarcha Wielkiej Brytanii     | - 1760 Jerzy III 1820 |
| Premier Wielkiej Brytanii      | - 1783 William Pitt Młodszy 1801 |
| Cesarz Wietnamu                | - 1792 Cảnh Thịnh 1802 |

Rok 1797 / MDCCXCVII
stulecia: XVII wiek ~
XVIII wiek ~
XIX wiek

lata: 1787 «
1792 «
1793 «
1794 «
1795 «
1796 «
1797
» 1798
» 1799
» 1800
» 1801
» 1802
» 1807

## Wydarzenia w Polsce
- 9 stycznia – generał Jan Henryk Dąbrowski podpisał umowę z Zarządem Republiki Lombardii o powołaniu Legionów Polskich posiłkujących wojska lombardzkie.
- 20 stycznia – generał Jan Henryk Dąbrowski wydał odezwę zachęcającą do wstępowania do Legionów Polskich we Włoszech.
- 28 czerwca – Kęty w Małopolsce zostały zniszczone niemal całkowicie przez pożar.
- 30 czerwca – klęska powstańców w jedynym większym starciu zbrojnym z Austriakami pod Dobronowicami w czasie insurekcji Deniski, pierwszym po insurekcji kościuszkowskiej zbrojnym zrywie Polaków w walce o niepodległość.
- 16–19 lipca – Józef Wybicki napisał tekst Mazurka Dąbrowskiego.
- 15 grudnia – wybuchł pożar na zamku w Kętrzynie.

- w Toruniu założono jeden z najstarszych Ogrodów Zoobotanicznych w kraju.

## Wydarzenia na świecie
- 7 stycznia – w Reggio nell’Emilia poświęcono trójkolorowy sztandar Legionu Lombardzkiego, który później przyjęto jako flagę zjednoczonych Włoch.
- 13 stycznia – wojna brytyjsko-francuska: brytyjska fregata HMS „Indefatigable” i mniejszy okręt HMS „Amazon” przechwyciły i doprowadziły do rozbicia na mieliźnie powracający do Francji, po nieudanym desancie na wybrzeżu Irlandii, liniowiec „Droits de l’Homme”. Zginęło ponad tysiąc członków załogi i przewożonych żołnierzy.
- 14 stycznia – wojny napoleońskie: zwycięstwo Francuzów nad Austriakami w bitwie pod Rivoli.
- 15 stycznia – w Londynie po raz pierwszy na głowach panów pojawił się cylinder.
- 26 stycznia – Austria, Prusy i Rosja podpisały w Sankt Petersburgu ostateczną konwencję rozbiorową głoszącą, że nazwa Królestwa Polskiego ma być wymazana na zawsze z map.
- 2 lutego – I koalicja antyfrancuska: wojska napoleońskie zdobyły po 9 miesiącach oblężenia miasto Mantua w Lombardii, biorąc do niewoli 18 tys. austriackich obrońców.
- 4 lutego – ekwadorskie miasto Riobamba zostało całkowicie zniszczone w wyniku trzęsienia ziemi; zginęło ponad 6 tys. osób.
- 14 lutego – Brytyjczycy pokonali flotę hiszpańską w bitwie koło Przylądka św. Wincentego.
- 18 lutego – wojska brytyjskie dokonały udanej inwazji na będącą dotychczas hiszpańską kolonią wyspę Trynidad.
- 19 lutego – podpisano Traktat z Tolentino, w którym papież Pius VI zgodził się na aneksję hrabstwa Venaissin przez Francję.
- 21 lutego – Brytyjczycy opanowali wyspę Trynidad.
- 23 lutego – nieudana próba inwazji wojsk francuskich na Anglię.
- 26 lutego – zmniejszenie rezerw złota w wyniku wojny z I Republiką zmusiło Bank Anglii do emisji pieniądza papierowego. Bank of England wyemitował pierwszy banknot o nominale 1 funta.
- 4 marca – John Adams zastąpił George’a Washingtona na stanowisku prezydenta Stanów Zjednoczonych Ameryki.
- 13 marca – w Paryżu odbyła się premiera opery Medea Luigiego Cherubiniego.
- 16 kwietnia – Paweł I Romanow został koronowany na cara Rosji.
- 17 kwietnia – Napoleon Bonaparte zawarł z Austriakami pokój w Leoben, na mocy którego Austria miała utracić na rzecz Francji Belgię i Lombardię w zamian za terytoria weneckie, Istrię oraz Dalmację. Traktat został potwierdzony przez oficjalne porozumienie, które zawarto w Campo Formio 17 października 1797 roku.
- 10 maja – zwodowano pierwszy okręt US Navy USS „United States”.
- 12 maja – Napoleon Bonaparte zakończył 1070-letni okres niepodległości Republiki Weneckiej.
- 27 maja – François Noël Babeuf, przywódca radykalnego Sprzysiężenia Równych został zgilotynowany.
- 14 czerwca – Napoleon Bonaparte zlikwidował Republikę Genui.
- 17 czerwca – w mieście Szusza w dzisiejszym Azerbejdżanie został zamordowany szach Persji Agha Mohammad Chan Kadżar.
- 29 czerwca – Napoleon Bonaparte utworzył w północnych Włoszech Republikę Cisalpińską.
- 14 lipca – Napoleon Bonaparte utworzył we Włoszech Republikę Liguryjską.
- 20 lipca – w Reggio Emilia miało miejsce pierwsze publiczne wykonanie Mazurka Dąbrowskiego.
- 25 lipca – w przegranej bitwie morskiej pod Santa Cruz de Tenerife Horatio Nelson stracił prawą rękę.
- 24 czerwca – Karl Heinrich Klingert przeprowadza w Opatowicach udaną próbę podwodną wynalezionego przez siebie aparatu nurkowego.
- 4 września – we Francji udaremniono rojalistyczny zamach stanu.
- 11 października – porażka floty Republiki Batawskiej w morskiej bitwie pod Kamperduin z Royal Navy uniemożliwiła Dyrektoriatowi interwencję w Irlandii.
- 17 października – został podpisany austriacko-francuskiego pokój w Campo Formio. Austria zrzekła się na rzecz Francji swojej części Niderlandów (dzisiejszej Belgii) oraz lewego brzegu Renu. W północnych Włoszech utworzono uzależnioną od Francji Republikę Cisalpińską.
- 21 października – wszedł do służby najstarszy obecnie pływający okręt na świecie USS Constitution.
- 22 października – André-Jacques Garnerin wykonał pierwszy odnotowany skok ze spadochronem (z wysokości ok. 700 m).
- 16 listopada – Fryderyk Wilhelm III został królem Prus.
- 30 grudnia – papież Pius VI wydał encyklikę Christi Ecclesiae regendae mundus, dotyczącą sposobu wyboru jego następcy.

- Napoleon Bonaparte przedstawił Dyrektoriatowi plan zaatakowania Anglii przez podbój Egiptu.
- W Rosji wprowadzono dziedziczność tronu opartą na zasadzie primogenitury.

## Urodzili się
- 4 stycznia – Wilhelm Beer, niemiecki astronom amator (zm. 1850)
- 26 stycznia – Matija Čop, słoweński językoznawca (zm. 1835)
- 31 stycznia – Franz Schubert, austriacki kompozytor (zm. 1828)
- 4 lutego – Karol Kaczkowski, polski lekarz, uczestnik powstania listopadowego (zm. 1867)
- 13 lutego – Walenty Chłędowski, polski pisarz, tłumacz, krytyk literacki, filozof (zm. 1846)
- 3 marca – Gotthilf Heinrich Ludwig Hagen, niemiecki fizyk i inżynier (zm. 1884)
- 19 marca
  - Józef Korzeniowski, polski pisarz (zm. 1863)
  - Wilhelm Radziwiłł, polski książę, ordynat na Nieświeżu, generał pruski (zm. 1870)
- 22 marca – Jean Bernard Rousseau, francuski lasalianin, misjonarz, błogosławiony katolicki (zm. 1867)
- 24 marca – Antonio Rosmini-Serbati, włoski filozof, błogosławiony katolicki (zm. 1855)
- 22 kwietnia – Jean Louis Marie Poiseuille, francuski lekarz i fizyk (zm. 1869)
- 4 maja – Florian Sawiczewski, polski farmaceuta, chemik, lekarz (zm. 1876)
- 20 czerwca – Maria Teresa od Jezusa, niemiecka zakonnica, błogosławiona katolicka (zm. 1879)
- 29 czerwca – Józef Lompa, śląski działacz, poeta, publicysta i prozaik, autor polskich podręczników szkolnych (zm. 1863)
- 12 lipca – Adele Schopenhauer, niemiecka pisarka
- 20 lipca – Paweł Edmund Strzelecki, polski podróżnik, geolog, geograf, badacz Australii (zm. 1873)
- 25 sierpnia – Ludwika Róża Ossolińska, polska pisarka, poetka, filantropka (zm. 1850)
- 30 sierpnia – Mary Shelley, angielska poetka i pisarka okresu romantyzmu (zm. 1851)
- 10 września – Piotr Wysocki, polski oficer, przywódca spisku, który doprowadził do wybuchu powstania listopadowego (zm. 1875)
- 12 września – Emilia de Vialar, francuska zakonnica, święta katolicka (zm. 1856)
- 19 września – January Suchodolski, polski malarz batalista okresu romantyzmu (zm. 1875)
- 7 października – Bruno Kiciński, polski dziennikarz, wydawca, twórca pierwszego koncernu prasowego (zm. 1844)
- 16 października – Józef Łubieński, polski hrabia, polityk, działacz gospodarczy, pisarz ekonomiczny i religijny (zm. 1885)
- 26 października – Giuditta Pasta, włoska śpiewaczka operowa, sopran (zm. 1865)
- 14 listopada – Charles Lyell, angielski geolog (zm. 1875)
- 29 listopada – Gaetano Donizetti, włoski kompozytor operowy (zm. 1848)
- 13 grudnia – Heinrich Heine, niemiecki poeta epoki romantyzmu (zm. 1856)
- 17 grudnia – Joseph Henry, amerykański fizyk, odkrywca indukcji elektromagnetycznej i samoindukcji (zm. 1878)

- data dzienna nieznana: 
  - Elżbieta Chŏng Chŏng-hye, koreańska męczennica, święta katolicka (zm. 1839)
  - Hiroshige, japoński malarz i twórca Ukiyo-E (zm. 1858)
  - Teresa Kim, koreańska męczennica, święta katolicka (zm. 1840)
  - Piotr Nam Kyŏng-mun, koreański męczennik, święty katolicki (zm. 1846)

## Zmarli
- 26 marca – James Hutton, szkocki geolog, główny przedstawiciel plutonizmu (ur. 1726)
- 27 maja – François Noël Babeuf, radykalny polityk francuski z okresu rewolucji francuskiej (ur. 1760)
- 15 czerwca – Franciszek Bukaty, polski dyplomata, minister pełnomocny Rzeczypospolitej w Królestwie Wielkiej Brytanii (ur. 1747)
- 9 lipca – Edmund Burke, brytyjski polityk i filozof, twórca konserwatyzmu (ur. 1729)
- 10 września – Mary Wollstonecraft, angielska pisarka i publicystka, prekursorka feminizmu (ur. 1759)
- 16 listopada – Fryderyk Wilhelm II, król Prus od 1786 roku (ur. 1744)

- data dzienna nieznana: 
  - Cyprian Aleksy Rokossowski, konsyliarz konfederacji targowickiej (ur. ?)

## Święta ruchome
- Tłusty czwartek: 23 lutego
- Ostatki: 28 lutego
- Popielec: 1 marca
- Niedziela Palmowa: 9 kwietnia
- Wielki Czwartek: 13 kwietnia
- Wielki Piątek: 14 kwietnia
- Wielka Sobota: 15 kwietnia
- Wielkanoc: 16 kwietnia
- Poniedziałek Wielkanocny: 17 kwietnia
- Wniebowstąpienie Pańskie: 25 maja
- Zesłanie Ducha Świętego: 4 czerwca
- Boże Ciało: 15 czerwca